# Hopla på sengekanten
Hopla på sengekanten er en dansk sengekantsfilm fra 1976, instrueret af John Hilbard efter et manuskript John Hilbard og Gitte Palsby.

## Medvirkende
Blandt de medvirkende kan nævnes:
- Vivi Rau
- Ole Søltoft
- Søren Strømberg
- Paul Hagen
- Annie Birgit Garde
- Karl Stegger
- Arthur Jensen
- William Kisum
- Anne Bie Warburg
- Bjørn Puggaard-Müller
- Otto Brandenburg
- Dario Campeotto
- Kate Mundt
- Willy Rathnov
- Valsø Holm
- Bendt Reiner
- Louise Frevert